# 1er Mariage de ressortissants français viking en Norvège
Mariage viking de Gudvangen (25/04/2022)
Photo officielle
Photo officielle
Le mariage viking de Gudvangen désigne l’union célébrée le 25 avril 2022 dans le village viking de Njardarheimr à Gudvangen, en Norvège, entre Thierry Cointrel-Carel, connu sous le nom de Thorvald Hrolfr, et Caroline Rimbert.  Selon le site Idavoll, il s’agit du premier mariage religieux Ásatrú de ressortissants français reconnu dans ce village historique reconstitué.

## Contexte
Le village viking de Gudvangen, appelé Njardarheimr, est un site culturel et touristique consacré à la reconstitution de la vie scandinave du Xe siècle. Le lieu accueille des cérémonies symboliques, des mariages et des événements rituels inspirés des traditions nordiques anciennes.
Le culte pratiqué lors des cérémonies se rattache à l’Ásatrú, une reconstruction contemporaine de la religion préchrétienne des peuples scandinaves.

## Cérémonie
Le mariage a été célébré devant un Gothi (prêtre Ásatrú) et accompagné de rituels comprenant percussions, procession et hydromel, conformément aux usages symboliques décrits par les organisateurs locaux.  Le couple portait des habits d’inspiration viking.
La cérémonie a été suivie d’un banquet dans une maison viking du village.

## Signification
L’événement est présenté comme une première pour des ressortissants français en Norvège, mettant en lumière la diffusion internationale des pratiques rituelles Ásatrú.

## Sources
- [1]
- Video de la chaîne nationale norvégienne[2]

Site
1. 1 2  « Carte postale de Norvège – Jour de mariage au village viking de Gudvangen », sur Idavoll, 2022 (consulté le 18 août 2025)
2. 1 2  Courriel d’organisation de cérémonies vikings à Gudvangen, signé Torill Hylland, 2022.